# The James Boys
The James Boys was van 1972 tot in de jaren 1980 een Brits pop-duo.

## Bezetting
- Bradley Grant Palmer[2] (geb. 22 december 1960 in Chingford, Essex) – zang
- Stewart Glen Palmer[3] (geb. 6 maart 1962 in Chingford, Essex) – zang

## Geschiedenis
De broers Bradley Grant en Stewart Glen Palmer richtten in 1972 The James Boys op in het Britse Chingford. De muziek van het duo werd gezien hun jonge leeftijd vaak als tienerpop gezien. Al na een korte periode kregen de jongens een platencontract en werden ze geproduceerd door Larry Page, de ex-manager van de bands The Troggs en The Kinks.
In mei 1973 steeg de single Over and Over vooreerst naar de 39e plaats in de Britse hitlijst, bijna twee maanden later naar de 12e plaats in Duitsland. In Zweden en Spanje veroverden ze zelfs de toppositie. Terwijl de song in het Verenigd Koninkrijk het enige hitsucces bleef, volgden verdere successen in Duitsland. In november stond Hello, Hello daar op de 46e plaats. In 1974 scoorden Keep Moving (#41) en Up Until Now (#46) ook daar in de hitparade.
De in 1975 verschenen coverversie van The Everly Brothers-hit Wake Up Little Suzie (1976) was even weinig succesvol als de zelf geschreven  single Don't Ever Leave Me (Baby) (1976). Tot midden jaren 1980 traden The James Boys samen op.

## Discografie

### Singles
- 1973: Over and Over
- 1973: Hello, Hello
- 1973: Shoog Shoog (Sugar Baby)
- 1974: Keep Moving
- 1974: Up Until Now
- 1975: Wake Up Little Suzie
- 1976: Don’t Ever Leave Me (Baby)

### Albums
- 1973: Introducing
- 1975: Here Come the James Boys